# トマス・E・デューイ
トマス・エドマンド・デューイ（英語: Thomas Edmund Dewey、1902年3月24日 - 1971年3月16日）は、アメリカ合衆国の政治家。第47代ニューヨーク州知事を務めた。1944年アメリカ合衆国大統領選挙及び1948年アメリカ合衆国大統領選挙での共和党の大統領候補であった。また、20世紀に誕生した最初の大統領候補でもあった。

## 生い立ちと初期の経歴
1902年3月24日にミシガン州オウォッソーで生まれ、父親はそこで地方紙を編集していた。デューイは1923年にミシガン大学を卒業し、1925年にニューヨークのコロンビア大学法科大学院から法学位を受け取った。
1930年代にデューイはニューヨーク市の検察官を務める。1935年にニューヨーク州知事から特別検察官に任命され、任務の組織犯罪撲滅に乗り出す。捜査は大きな成果を挙げ、1936年にはデューイが公共の敵ナンバー1と呼んでいたラッキー・ルチアーノ裁判の有罪宣告を支援した。1937年にデューイはニューヨーク郡（マンハッタン島）の地方検事に選出された。1939年にはアメリカナチス党のフリッツ・クーンを横領罪で起訴した。この事により、アメリカナチス党の組織は事実上崩壊した。ギャングの一人、ダッチ・シュルツは、デューイの暗殺を企てた結果殺されたと報道された。この頃、一躍名を上げたことで、デューイは政界に進出しようと野心が芽生えたと言われている。

## ニューヨーク州知事
検事としての実績で人気が高まったため、1938年、デューイはニューヨーク州知事選挙に出馬する。しかし、この時は落選に終わった。1942年に再び立候補し、当選、1946年には地滑り的大勝を収め再選された。
知事としてのデューイは、予算の見直しと減税を行い財政赤字を大幅に削減する一方で州の教育予算を二倍に増額し州職員の給与を引き上げた。加えて、雇用における人種差別を禁ずる州法を全米で初めて制定した。また、デューイはニューヨーク州立大学の創設者でもあった。
知事として、デューイは清廉潔白で有能であると評価され、検事時代から高かったデューイの名声は任期中にさらに高まった。

## 大統領候補者

### 1940年アメリカ合衆国大統領選挙
未だ検事であったが、1940年アメリカ合衆国大統領選挙における共和党の指名争いでデューイは、アーサー・ヴァンデンバーグ、ロバート・タフトと並んで有力候補であった。しかし、ダークホースであったウェンデル・ウィルキーがこの年の候補に指名された。すでに検事としての名声は高かったものの、政治的キャリアが無く、その政策が明白でなかったデューイは、1940年の指名争い及びニューヨーク州知事としての任期中に、共和党内の国際主義派、穏健派としての地位を確立した。それまでは、ヴァンデンバーグ、タフト両候補と同じく孤立主義的傾向を持つと考えられていたほどであった。

### 1944年アメリカ合衆国大統領選挙
1944年アメリカ合衆国大統領選挙では共和党の指名争いでウィルキーを降して指名を獲得するが、現職大統領のフランクリン・ルーズベルトの前に敗れた。だが、デューイは効果的な選挙キャンペーンを繰り広げ、1932年のハーバート・フーヴァー以降の共和党の大統領候補者としては、最多の票を得る善戦を見せた。

### 1948年アメリカ合衆国大統領選挙

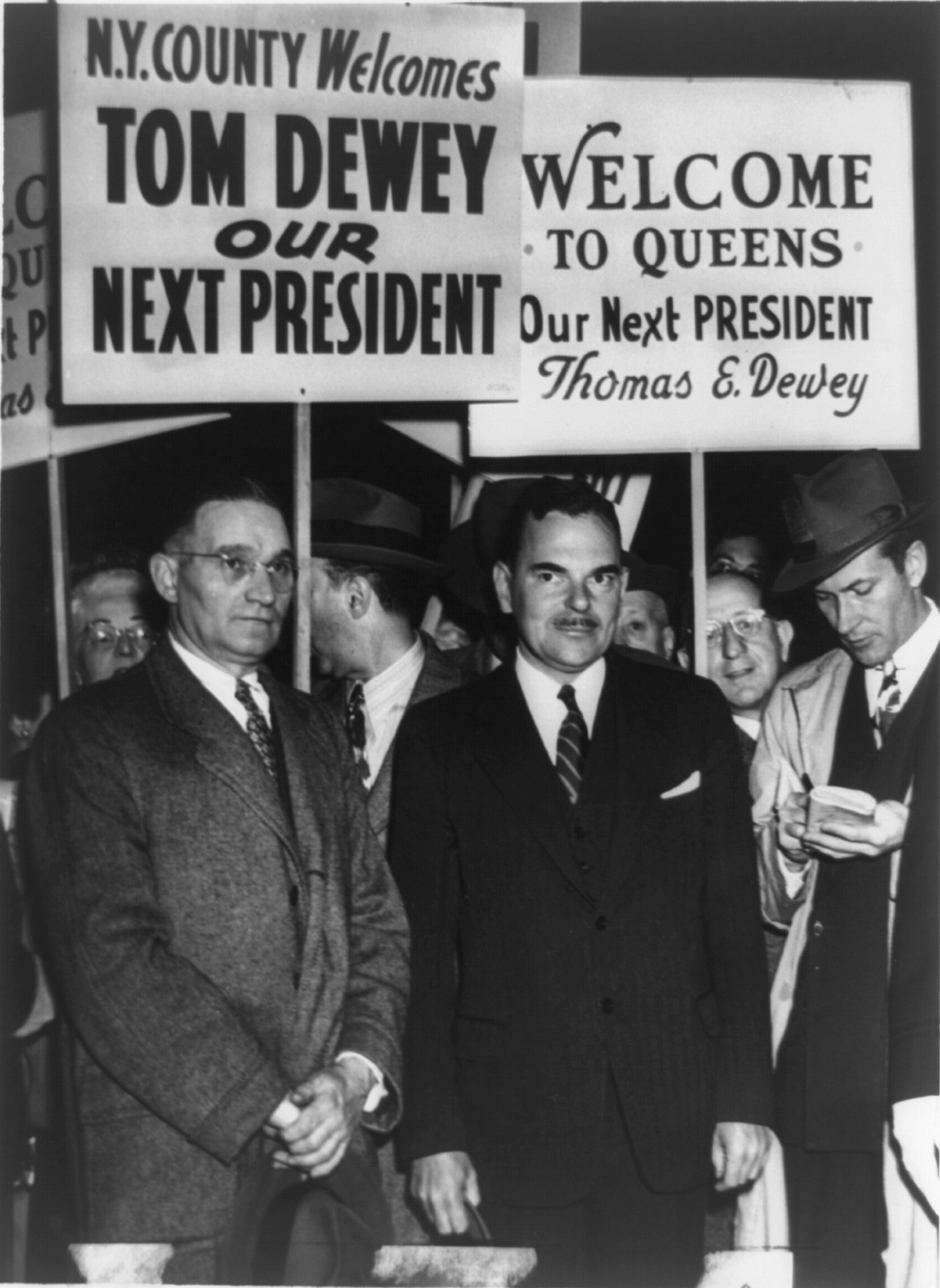
1948年アメリカ合衆国大統領選挙のキャンペーン

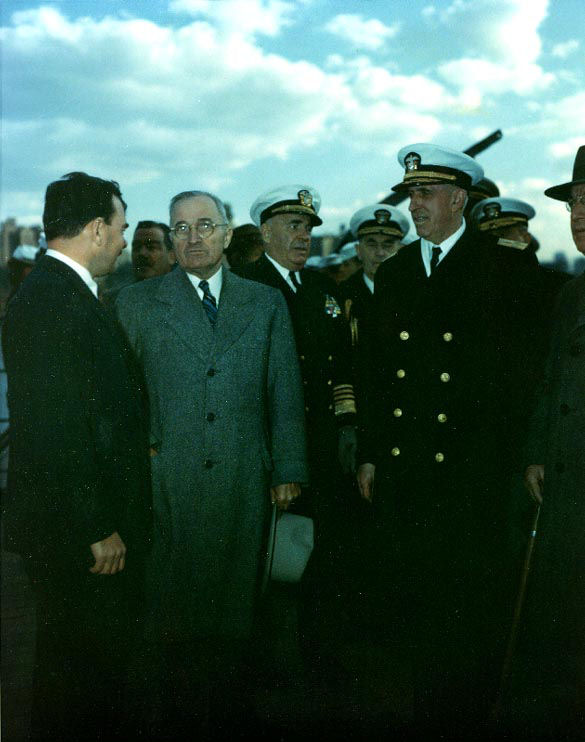
トルーマン(左から2人目)とデューイ(左端)

1948年アメリカ合衆国大統領選挙では、知事としての実績と前回選挙での善戦が評価され、前回敗れたにもかかわらず異例の再指名を獲得した。この年、公民権問題を巡って南部民主党がトルーマン大統領から離反し、ヘンリー・ウォレスら党内の左派も政権の対ソ政策を不満として進歩党を結成、民主党は3分裂した。そのため、大統領選は共和党候補のデューイに有利とされ、共和党の20年ぶりの政権奪還が達成されるとみられていた。事実、各種世論調査でもデューイの支持率がトルーマンのそれを上回っていた。
しかし、有利の情報からくるデューイ陣営の慢心と、選挙戦終盤のトルーマンの精力的な選挙運動や、タフト上院議員ら党内の中西部派（旧保守派）が多数を握る議会共和党への国民の不満が、デューイの敗北という結果をもたらした。デューイは議会共和党のメンバーほど保守的ではなかったが、トルーマンはデューイと議会共和党を巧妙に結びつけて論じ、世論を誘導した。ちなみにシカゴ・トリビューン紙は、『デューイ、トルーマンを破る』という見出しを掲げた。このことは世紀の大誤報として現在も記憶されている。

## 後半生
1951年にニューヨーク州知事として来日。7月16日には、昭和天皇の引見を受ける。
1952年アメリカ合衆国大統領選挙でも候補の1人であったが、この年の指名争いの最有力候補はロバート・タフトであった。党内の東部派、国際主義派に属するデューイは、党内の中西部派の代表格で孤立主義的傾向を持つタフトの指名の阻止を目指した。そのためデューイは、ヘンリー・カボット・ロッジ・ジュニア上院議員と共に、国民的人気の高いドワイト・D・アイゼンハワー元帥を擁立した。デューイの目論見どおり、アイゼンハワーはタフトを破り指名を獲得した。副大統領候補にリチャード・ニクソン上院議員が指名されたのも、デューイの影響力が働いた結果だと一説には言われている。アイゼンハワーは民主党のアドレー・スティーブンソン候補を破り、共和党に24年ぶりの政権をもたらした。
1955年に政界を引退し、法律家となった。

## エピソード
ドナルドダックの甥のうち、デューイ・ダックはデューイの名にちなんで命名された。
1964年にニューヨーク州上下両院は、デューイを称えて高速道路の一つにデューイの名前を冠する決議を行った。これはイタリア系の議員の反対にあったが、最終的に可決された。